# 7 Wishes
7 Wishes war eine Rockband aus Frankfurt am Main, die im Jahre 1995 gegründet und im Jahre 2000 wieder aufgelöst wurde.

## Bandgeschichte
Im Januar und Februar des Jahres 1996 tourte 7 Wishes im Vorprogramm der US-Band Tyketto durch Deutschland und Österreich. Aufgrund des großen Tour-Erfolges erhielt die Band erste Offerten von Plattenfirmen. Bereits drei Monate nach der Tour erschien im Mai 1996 die Debüt-Single Try (produziert von Dirk Ulrich) für das Plattenlabel High Gain Records.
Im Sommer des gleichen Jahres wurde das Debüt-Album Out in the Light (produziert von dem französischen Produzenten Marc Bugnard; u. a. Rokko u.v.m.) veröffentlicht. Das Album erschien ebenfalls bei High Gain Records und war im Verlag von Warner Chapple Hanseatic. Zum Album Out in the Light wurden drei Videos (zu den Titeln 7 Wishes, An Affair Named Friendship und Meet You at Midnight) produziert. Auf den Achtungserfolg des Debüt-Albums folgten eine große Zahl von Live-Auftritten in der gesamten Bundesrepublik. Das Album Out in the Light wurde auch in Ländern wie Japan und Korea mit respektablem Erfolg veröffentlicht und verhalf der Band zu einem guten Stand in der großen Schar deutscher Nachwuchs-Bands. Während 7 Wishes im Sommer 1997 bereits mit den Arbeiten am zweiten Album begann, traten zwei für die Band völlig überraschende Situationen ein. Zum einen wurde die Plattenfirma High Gain Records geschlossen, und zum anderen erkrankte einer der Musiker schwer. Aufgrund dieser beiden Rückschläge absolvierte die Band noch alle vertraglich festgelegten Auftritte und schloss das Jahr 1997 mit einem großen Live Open Air im Güntersburgpark in Frankfurt am Main vor rund 5.000 Zuschauern.
Es sollte dann über zwei Jahre dauern, bis die Aufnahmen zum zweiten Album wieder aufgenommen werden konnten. Zu diesem Zeitpunkt hatte die Band sich bereits aufgelöst. Das Album wurde von Frank Wolfraum und Thomas Fertschnig aufgenommen, als Gast-Gitarrist unterstützte der Musiker Burkhard Glock die Studiosessions. Das Album When Rock'n Roll Turns to Buzinez wurde im Digital Sound Studio des Sängers Frank Wolfraum aufgenommen und von Thomas Fertschnig und Frank Wolfraum produziert. When Rock'n Roll Turns to Buzinez war nach seiner Veröffentlichung im Jahre 2000 nur über einen Mailorder-Vertrieb erhältlich. Die Band löste sich nach der Veröffentlichung endgültig auf und man ging seiner Wege.
Frank Wolfraum verließ Frankfurt am Main im Herbst 2000 und zog in die Nähe von Hamburg, wo er eine Werbeagentur gründete, die auch heute noch Audio- und Videowerbung produziert. Im Jahr 2003 veröffentlichte er gemeinsam mit dem Gitarristen Burkhard Glock und der Sängerin Sary Astborn das Album Desert Rose für Sony Music. Trotz eines annehmbaren Erfolges des Albums blieb der Sänger Frank Wolfraum seinem ursprünglichen Beruf treu.
Im Jahr 2011 gründete Frank Wolfraum zusammen mit seinem Jugendfreund und Gitarristen Burkhard Glock die Studioband The BT Project. Die erste Album Veröffentlichung A Different Point of View wurde im Herbst 2011 vorgestellt.

## Diskografie

### Single
- 1996: Try

### Alben
- 1996: Out in the Light
- 2000: When Rock’n Roll Turns to Buzinez
- 2003: Desert Rose
- 2011: A Different Point of View (The BT Project)